# Konstantin Lavronenko
Konstantin Nikolaïevitch Lavronenko (en russe : Константин Николаевич Лавроненко), né le 20 avril 1961 à Rostov-sur-le-Don (Russie), est un acteur russe de cinéma.

## Biographie
Konstantin Lavronenko fait ses études de comédien au École-studio du Théâtre d'Art académique de Moscou.
Il est connu principalement pour ses rôles dans les films d'Andreï Zviaguintsev : Le Retour (2003) et surtout Le Bannissement (2007) pour lequel il a obtenu le Prix d'interprétation masculine au Festival de Cannes 2007.

## Filmographie
- 1985 : Yeshchyo lyublyu, yeshchyo nadeyus de Nikolaï Lyrtchikov
- 1992 : Andrioucha de Karl-Heinz Becker
- 1998 : Composition pour le jour de la victoire (Сочинение ко Дню Победы) de Sergueï Oursouliak : pilote
- 2003 : Le Retour d'Andreï Zviaguintsev
- 2005 : Mistrz de Piotr Trzaskalski
- 2007 : Le Bannissement d'Andreï Zviaguintsev
- 2013 : Les Trois Mousquetaires (Три мушкетёра, Tri mushketera) de Sergueï Jigounov : le duc de Buckingham
- 2015 : Le Territoire d'Alexandre Melnik
- 2016 : Earthquake de Sarik Andreassian
- 2017 : Le Dernier Chevalier (Последний богатырь, Posledni bogatyr) de Dmitri Diatchenko : Kochtcheï
- 2019 : The Blackout (Аванпост) : major Dolmatov
- 2020 : Coma - Esprits prisonniers  (Кома) de Nikita Argounov
- 2021 : Le Dernier Chevalier : La racine du mal (Последний богатырь: Корень зла) de Dmitri Diatchenko : Kochtcheï

## Prix et distinctions
Konstantin Lavronenko a obtenu le Prix d'interprétation masculine le 27 mai 2007 lors du Festival de Cannes 2007 pour son rôle dans Le Bannissement d'Andreï Zviaguintsev